# キヤノン IXY 650
キヤノン IXY 650は、2016年5月に発売された、キヤノン製コンパクトデジタルカメラである。IXY640の後継機にあたる。

## 主な仕様
- 光学ズーム：12倍
- デジタルズーム：4倍
- 開放F値：F3.6(W)~F7.0(T)
- 有効画素数：2020万画素
- 撮像素子：1/2.3型 裏面照射型CMOSセンサー
- シャッタースピード：15〜1/1500秒
- ISO感度：80~3200（常用）
- 動画画質：1920×1080(フルHD) 30fps（最高画質）
- フォーマット：静止画 JPEG - 動画  mp4